# Gordian Knot (группа)
Gordian Knot (рус. гордиев узел) — американская прогрессивная рок/метал-группа, лидером которой являлся бас-гитарист Шон Мэлоун. В разное время в группе участвовали Стив Хэкетт из Genesis, Билл Бруфорд из King Crimson и Yes, Рон Джарзомбек из Watchtower и Spastic Ink, а также Джим Матеос из Fates Warning, некоторые из сотоварищей Мэлоуна по группе Cynic (Шон Райнерт и Джейсон Гобел, также в качестве гостя участвовал и Пол Масвидал) и Джон Маянг из группы Dream Theater.

## Музыкальный стиль
Музыка Gordian Knot — это смесь таких стилей, как прогрессивный рок, металл и джаз-фьюжн. Инструментальная работа напоминает музыку Роберта Фриппа (King Crimson, Guitar Craft, его сольные работы). Сравните, например композицию «Grace» группы Gordian Knot с фрипповской «Evening Star». Примечательно то, что они используют контрапункты, часто представляющие сложные переплетения нескольких мелодических слоёв, гармонических и ритмических структур.
Музыка Gordian Knot опирается на диатонические мелодии гитары (хотя, они иногда используют больше диссонансов, чтобы придать музыке оттенок джаз-фьюжна). Взаимодействие между различными инструментами, совершенная игра музыкантов позволяет передать различные музыкальные ходы, гармонии и ритмы между гитарами, басом и даже ударными.
Жанр, в котором играют Gordian Knot нельзя точно определить, не учитывая некоторые особенности их музыки. Например, «Komm, süsser Tod, komm sel’ge» является транскрипцией фрагмента композиции Иоганна Себастьяна Баха с таким же названием, в то время как другие их работы, в первую очередь «Grace», имеют различные классические, даже барокко, оттенки. Они почти всегда строятся на переплетении нескольких независимых мелодий стика.
Другие композиции, такие как «Muttersprache» (родной язык, по-немецки) или Code/Anticode работают на взаимодействии между двумя гитарами и/или ритм- и мелодик-секцией с джазовыми аккордами и диссонансами для создания особой атмосферы.

## Члены группы
Шон Мэлоун собирает каждый раз новые составы для записи альбома или концерта группы.

### Текущие участники
- Шон Мэлоун — бас-гитара, безладовый бас, контрабас, стик Чапмена (разных моделей и модификаций), гитара Уорра, гитары, клавишные.
- Викрам Бадальпур — вокал, клавишные (на концертах)
- Джон Вебер — гитары (на концертах)
- Томас О’Мейра — гитара Уорра (на концертах)
- Стефан Гринбэнк — ударные (на концертах)

### Бывшие участники
- Али Теймори — вокал, клавишные (на концертах)
- Соня Линн — вокал
- Лиланд Рассл — вокал
- Пол Масвидал — гитары, вокал
- Боб Бранин — гитары, безладовая гитара, вокал
- Джейсон Гобель — гитары, гитара Уорра
- Гленн Снелвар — гитары, мандолины
- Рон Джарзомбек — гитары
- Стив Хэкетт — гитары
- Адам Леви — гитары
- Джим Матеос — акустические гитары
- Трей Ганн — гитара Уорра
- Джон Маянг — стик Чапмена
- Билл Бруфорд — ударные
- Шон Рейнерт — ударные

## Дискография
- Gordian Knot (1999)
- Emergent (2003)